# Víctor Genes
Víctor Genes (Asunción, 1961. június 29. – Asunción, 2019. március 17.) válogatott paraguayi labdarúgó, edző. A paraguayi válogatott szövetségi kapitánya (2001, 2013–2014).

## Pályafutása

### Klubcsapatban
1984–85-ben a Sportivo Luqueño, 1985–86-ban a Guaraní, majd 1986-ban ismét a Sp. Luqueño labdarúgója volt. 1986–87-ben a Libertad, 1987–88-ban ismét a Guaraní, 1989–90-ban a Sol de América csapatában szerepelt. 1991–92 újra visszatért a Guaraní együtteséhez. 1992-ben a bajnok Cerro Porteño játékosaként fejezte be az aktív labdarúgást.

### A válogatottban
1991-ben három alkalommal szerepelt a paraguayi válogatottban.

### Edzőként
1997–98-ban az asuncióni River Plate edzőjeként kezdte edzői karrierjét. 2001-ben a paraguay válogatott szövetségi kapitánya volt. 2003 és 2010 között a Libertad, a Nueve de Octubre, a Macará, a 3 de Febrero, a Sportivo Trinidense és a José Gálvez vezetőedzője volt. 2012-től haláláig a paraguayi U20-as válogatott szövetségi kapitányaként tevékenykedett. 2013–14-ben ismét az A-válogatott szakmai munkáját is irányította. 2017-ben a Boca Unidos edzője volt.

## Sikerei, díjai
Cerro Porteño
- Paraguayi bajnokság
  - bajnok: 1992